# Psychomyia flavida
Psychomyia flavida là một loài Trichoptera trong họ Psychomyiidae. Loài này được tìm thấy ở miền Cổ bắc và miền Tân bắc.